# Krasznai Ferenc
Krasznai Ferenc (Bátaszék, 1923. június 8. – Sopron, 1985. július 13.) testnevelőtanár, kosárlabda- és jégkorong-edző, sportvezető.
A Testnevelési Főiskolán szerzett tanári diplomát 1950-ben, Sopronba került, ahol 35 éven át dolgozott a város sportjáért, a testnevelés fejlesztéséért. Különböző iskolákban tanított, 1983-ban a Széchenyi István Gimnázium vezető testnevelőtanáraként vonult nyugállományba. 1955-től 1972-ig a Soproni MAFC NB I-es kosárlabda-csapatának edzője volt. Irányításával együttese a vidék legjobbja lett. Legnagyobb sikerének az számított, hogy a SMAFC csapata 1969-ben elnyerte a Magyar Népköztársasági Kupát. Jégkorongozóként 1953-ban a Soproni Lokomotiv, 1954 a Győri Vasas játékosaként szerepelt az első osztályban. Jégkorong-edzőként a Soproni VSE csapatát a vidéki bajnokság megnyeréséhez segítette . Az atlétika is közel állt hozzá: a Soproni SE szakosztálya, majd a Városi Szövetség elnökének választották meg. 1981-ben a Sportérdemérem arany fokozatával tüntették ki. Felkérésre 1983-ban, majd betegségéből felépülve 1985-ben újra átvette a Soproni SE kosárlabdázóinak szakmai irányítását.